# Distrito de Verden
El Distrito de Verden (en alemán: Landkreis Verden) es un distrito (Landkreis) ubicado en el medio de Baja Sajonia. Limita con el distrito de Diepholz al oeste y la ciudad de Bremen, en el norte con el distrito de  Osterholz, en el noroeste con el distrito de Rotemburgo del Wumme, por el este con el distrito de Soltau Fallingbostel y en el sur con el distrito de Nienburg-Weser.

## Ciudades y comunidades
(Habitantes en 30 de junio de 2005, Fuente: Niedersächsisches Landesamt für Statistik, NLS)
| Comunidaes - 1. Achim, Ciudad (30.110) - 2. Dörverden (9.657) - 3. Kirchlinteln (10.443) - 4. Langwedel, Flecken (14.644) - 5. Ottersberg, Flecken (12.183) - 6. Oyten (15.269) - 7. Verden, Ciudad (26.873) | Samtgemeinde mit ihren Mitgliedsgemeinden - 1. Samtgemeinde Thedinghausen (15.052) 1. Blender (2.986) 2. Emtinghausen (1.653) 3. Morsum (2.856) 4. Riede (2.784) 5. Thedinghausen * (4.773) |